# Khalid Serroukh
Khalid Serroukh (en arabe : خالد الصروخ), né le 28 avril 1990 à Tanger, est un footballeur marocain évoluant au poste de milieu de terrain à l'Al Akhdar.

## Biographie
Issu de la formation de l'Ittihad de Tanger, il passe par l'académie du Raja de Beni Mellal avant de débuter en D2 marocaine, avec la JS El Massira. Le 20 août 2018, il signe un contrat de trois ans dans le club de sa ville natale, l'Ittihad de Tanger.
Avec cette équipe, il inscrit quatre buts en Botola Pro lors de la saison 2017-2018. Cette même saison, il est sacré champion du Maroc.
Il quitte toutefois le club à l'issue de cette saison. Il joue alors pendant deux saisons à l'OC Khouribga, toujours en Botola Pro. Il retourne ensuite à l'Ittihad de Tanger en janvier 2021.

## Palmarès
Ittihad de Tanger
- Championnat du Maroc (1) :
  - Champion : 2017-18.